# Glamorgan sausage
Glamorgan sausage (wal. Selsig Morgannwg) – tradycyjna walijska kiełbaska wegetariańska. Głównymi składnikami kiełbasek są ser (zazwyczaj caerphilly), por i bułka tarta. Ich nazwa pochodzi od historycznego hrabstwa Glamorgan w Walii.
Najwcześniejsze opublikowane wzmianki o tym daniu pochodzą z lat pięćdziesiątych XIX wieku w książce Wild Wales autorstwa George’a Borrowa, chociaż wcześniejsze zapisy w archiwach Glamorgan pokazują wersję zawierającą wieprzowinę. Współczesna wegetariańska wersja stała się popularna podczas II wojny światowej, kiedy mięso było trudniej dostępne i obecnie jest produkowana masowo przez co najmniej dwie firmy. Wariacje obejmują zamianę porów na cebulę, a także różne zioła i przyprawy oraz różne rodzaje sera.

## Historia
Pochodzenie Glamorgan sausages jest nieznane. Badania przeprowadzone w Archiwum Glamorgan w Leckwith wykazały, że istnieje co najmniej jeden tradycyjny przepis na mięsne kiełbaski. W notatniku datowanym na lata 1795–1813, John Perkins z Ty-draw, Llantrithyd, uwzględnił ok. 0,45 kg chudego mięsa wieprzowego i tłuszczu w swoim przepisie na kiełbaskę z Glamorgan. Przyprawianie mięsa również różniło się od współczesnych wersji, zalecając użycie goździków, szałwi i imbiru.
Pierwszy opublikował wzmiankę o nich George Borrow w swojej książce Wild Wales, napisanej w latach 50. XIX wieku i opublikowanej w następnej dekadzie. Opisał je jako „odrobinkę gorsze od tych z Epping”; Epping sausages to kiełbaski bez skóry na bazie mięsa. Borrow skosztował kiełbasek w miejscowości Y Gwtera Fawra (obecnie znanej jako Brynamman).
Reklamy w gazetach promujące sprzedaż Glamorgan sausages zaczynają się pojawiać od 1869 roku. Pierwsza reklama rzeźnika Henry’ego S. Hammonda z 288 Bute Street, Cardiff została umieszczona w „Western Mail” 15 listopada tegoż roku. Hammond kontynuował reklamowanie przez kilka następnych lat, a do 1873 roku twierdził, że popyt wymagał produkcji kiełbas co godzinę, nawiązując do innych producentów kiełbasek, którzy wyrabiają swoje kilka dni przed planowaną sprzedażą. Z reklamy jasno wynika, że kiełbaski zostały wykonane z „wieprzowiny [ze zwierząt] karmionych doborowym nabiałem”.
Uważa się, że kiełbaski zostały pierwotnie wyprodukowane z sera Glamorgan, który nie jest już wytwarzany z powodu niemal całkowitego wyginięcia bydła rasy glamorgan, z mleka którego był produkowany. Kiełbaski zyskały popularność podczas II wojny światowej z powodu racjonowania mięsa. The Welsh Gas Board promowała kiełbaski w książce kucharskiej wydanej w latach 50., w której nie określono rodzaju używanego sera.
W roku 2005 rozpoczęto kampanię rejestracji Glamorgan sausages w ramach unijnego programu oznaczenia pochodzenia geograficznego produktów rolnych i tradycyjnych zawodów. Spowodowałoby to, że tylko kiełbaski wyprodukowane w Glamorgan byłyby oznaczone jako takie. Kampanią kierowała Greta Watts-Jones, prowadząca firmę Cwrt Newydd w Cowbridge, która była jedynym dużym producentem w okolicy. Jej główny konkurent, Cauldron Foods, ma siedzibę w Bristolu w Anglii. Ochrona ta została wcześniej rozszerzona na walijską jagnięcinę i wołowinę. Głosowanie w sprawie uzyskania tego statusu, obok sera caerphilly, odbyło się w Parlamencie Europejskim w marcu 2006 roku, ale nie został on uchwalony.

## Przepis
We współczesnych wersjach stosuje się ser caerphilly, który jest wytwarzany według starej tradycyjnej receptury sera glamorgan i nadaje tę samą ogólną konsystencję i smak. Podstawowy przepis wymaga mieszanki sera, pora i bułki tartej, chociaż niektóre przepisy zamieniają pory na cebulę lub szalotkę i dodają zioła, takie jak pietruszka lub inne dodatki smakowe, takie jak musztarda. Całość zostaje następnie zwinięta w kształt kiełbasek, które są potem usmażone. Nie stosuje się osłonki kiełbasek, chociaż do wiązania mieszanki, aby ta nie rozpadła się podczas procesu gotowania, służy jajko.

### Odmiany

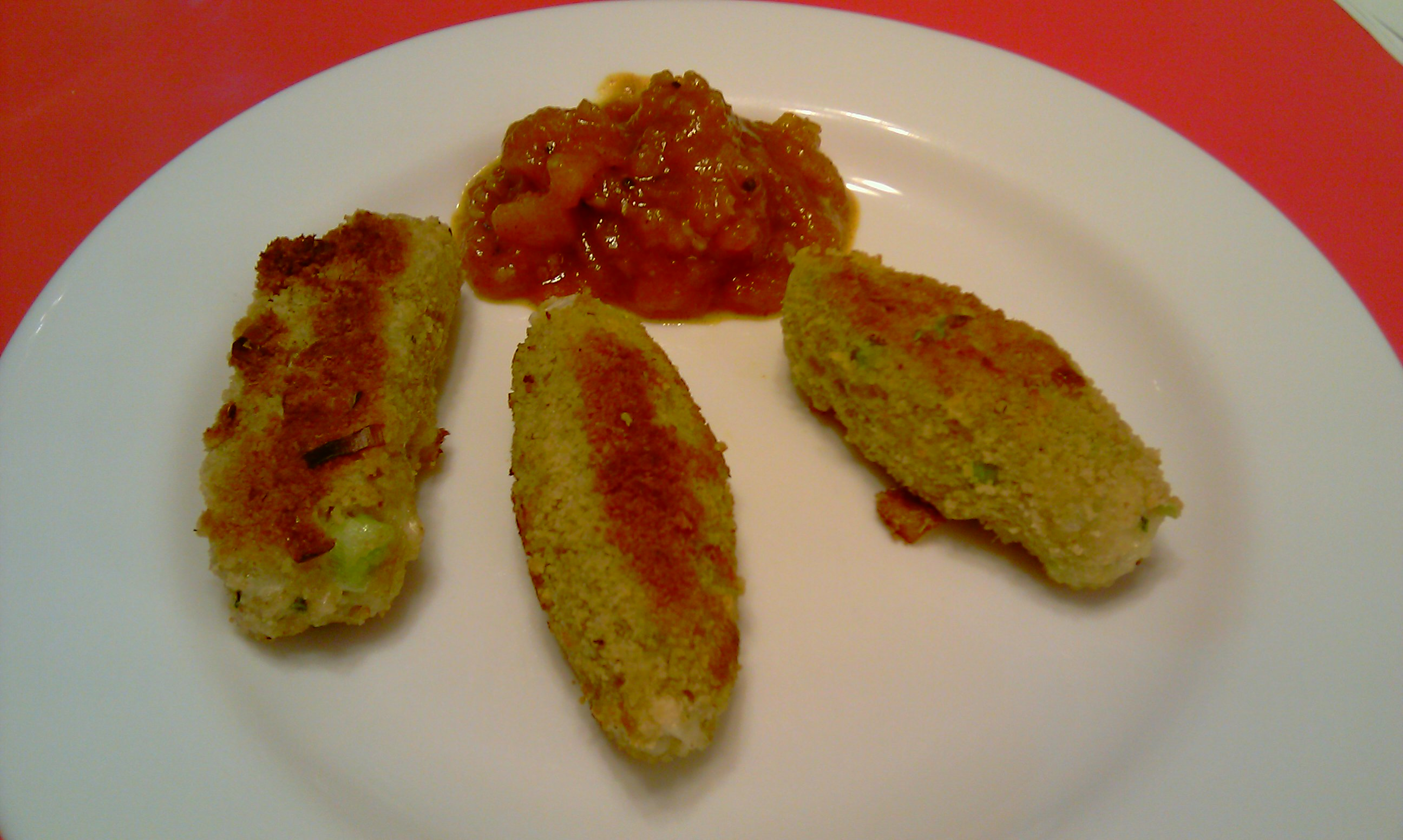
Glamorgan sausages podane z chutneyem pomidorowym

W różnych przepisach sugerowane są inne zamienniki i dodatki. „Hairy Bikers” (Dave Myers i Simon King) proponują walijski cheddar jako alternatywę dla caerphilly i proponują, aby podawać go z czerwoną cebulą oraz gotowanymi i kiszonymi (relish) papryczkami chili. Australijski przepis sugeruje ser lancashire jako składnik alternatywny. Jeśli chodzi o bułkę tartą, szef kuchni Bobby Freeman sugeruje użycie pół brązowej i pół białej bułki tartej, podczas gdy książka kucharska londyńskiej restauracji Canteen proponuje do powlekania kiełbasek użycie kombinacji gotowanych ziemniaków i bułki tartej. 
Techniki gotowania porów są różne, ponieważ niektóre przepisy wymagają zmieszania ich na surowo, podczas gdy inne sugerują zrumienienie ich najpierw na patelni. Pozostawione na surowo mogą nadać kiełbaskom bardziej chrupiącą konsystencję. Zarówno Hairy Bikers, jak i Canteen wolą najpierw ugotować pory. Używane są różne zioła, przy czym Canteen używa szałwii, jak widać w przepisie Perkinsa, a także gałki muszkatołowej. Przepis Welsh Gas Board po prostu sugerował „mieszanie ziół”, podczas gdy Felicity Cloake w The Guardian sugerowała dodanie tymianku. Do smażenia szef kuchni Sophie Grigson zasugerowała użycie smalcu, podczas gdy Bikers używali oleju roślinnego. Zarówno Cloake, jak i Nigel Godwin w The Daily Telegraph zaproponowali smażenie kiełbasek na maśle.